# Copenaghen Open 1991
Il Copenaghen Open 1991 è stato un torneo di tennis giocato sul sintetico indoor. È stata la 3ª edizione del Copenaghen Open che fa parte della categoria World Series nell'ambito dell'ATP Tour 1994. Si è giocato a Copenaghen in Danimarca dal 2 al 10 marzo 1991.

## Campioni

### Singolare maschile
Jonas Svensson ha battuto in finale  Anders Järryd con il punteggio di 6(5)–7, 6–2, 6–2

### Doppio maschile
Todd Woodbridge /  Mark Woodforde hanno battuto in finale  Mansour Bahrami /  Andrej Ol'chovskij con il punteggio di 6–3, 6–1